# Conrad Tack

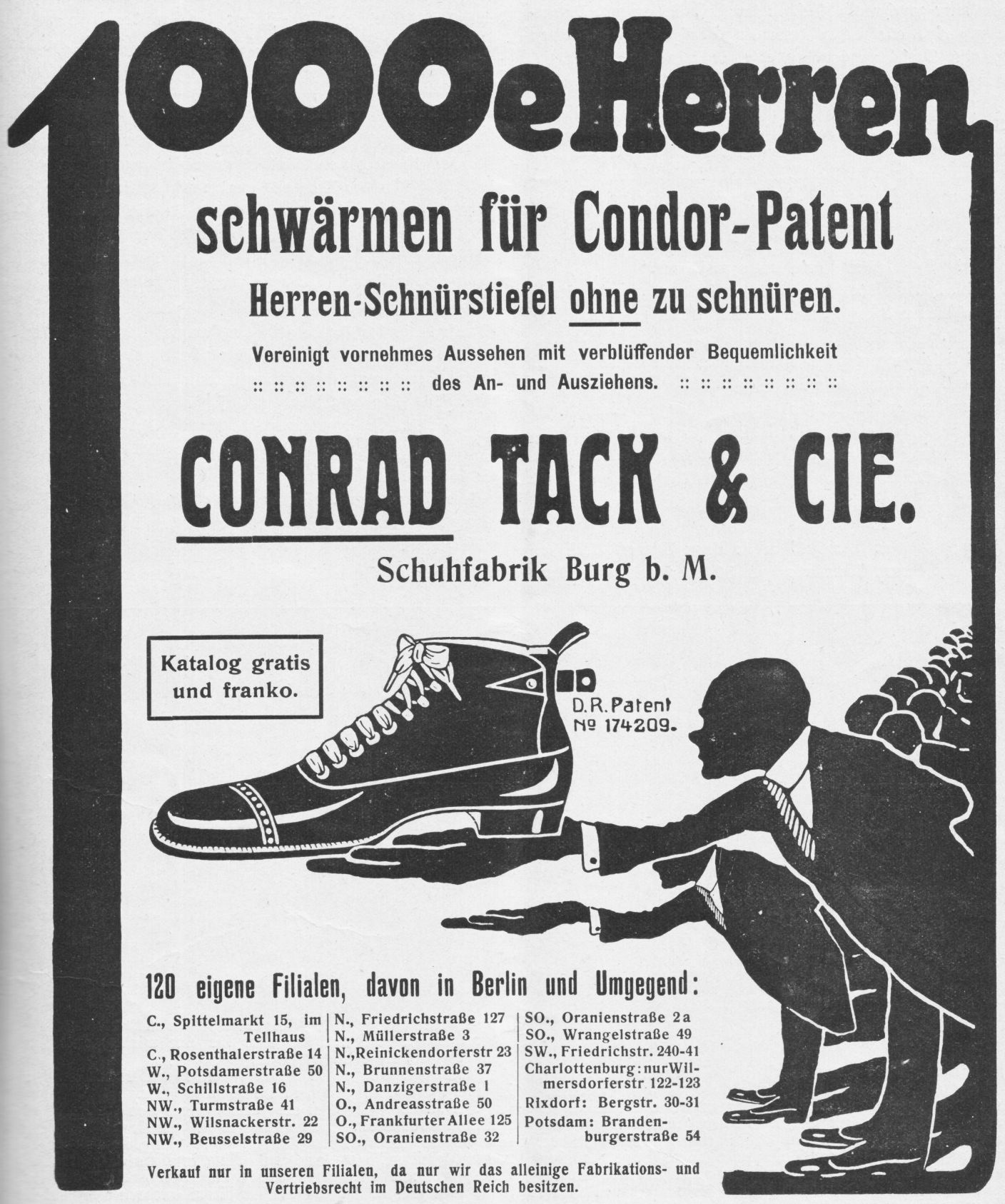
„1000e Herren schwärmen für Condor-Patent“. Conrad Tack & Cie. (Anzeige 1911).

Conrad Tack (* 30. Juni 1844 in Krefeld; † 4. März 1919 in Berlin-Strausberg) war ein deutscher Unternehmer und Mitbegründer der Schuhfabrik Conrad Tack & Cie. in Burg bei Magdeburg.
Tack betrieb zunächst einen Seidenhandel in Brühl. 1883 gründete er mit seinem Bruder Jean Tack und Wilhelm Dedermann eine Schuhfabrik. 1888 wurde die Firma nach dem Eintritt von Hermann Krojanker als Gesellschafter in Conrad Tack & Cie. umbenannt, zu Höchstzeiten wurden 4000 Paare Schuhe produziert, nach seinem Rückzug gar bis zu 3 Millionen Paare. 1894 schuf er nach Problemen mit der Belegschaft die Unterstützungs- und Hilfskrankenkasse. Ca. 1905 zog er sich aus der Firma zurück und ging nach Berlin, wo er 1919 auch starb. Er gilt als Pionier der Schuhbranche, da er als erster firmeneigene Schuhgeschäfte gründete und etablierte. In den Schuhläden gab es bereits eine eigene Werbe-Kinderzeitschrift „Der gute Conrad“ mit Rätseln und Geschichten.
Nach dem Ausscheiden der Familie Tack 1905 wurde die Firma Conrad Tack & Cie. von den bisherigen jüdischen Teilhabern Wilhelm Krojanker und Alfred Zweig übernommen. Nach dem Tod Wilhelm Krojankers trat sein Sohn Hermann 1924 dessen Nachfolge an.
Während der Weltwirtschaftskrise geriet die Firma in eine wirtschaftliche Schieflage. Bereits im Herbst 1932 verhandelte Hermann Krojanker über eine Übernahme der Firma Conrad Tack & Cie. durch Freudenberg, da er seine Außenstände bei seinem größten Lederlieferanten nicht mehr bezahlen konnte. Im Frühsommer 1933, im Rahmen der Arisierung, verdrängte Walter Luetgebrune Krojanker als Aufsichtsratspräsident von Conrad Tack & Cie. Die Aktienanteile gingen im Oktober in die Hände der Lederfabrik Richard Freudenberg in Weinheim über.
In Burg sind der „Conrad-Tack-Ring“ und die „Berufsbildende Schule Conrad Tack“ des Landkreises Jerichower Land nach ihm benannt.